# Покаржевский, Пётр Дмитриевич
Пётр Дмитриевич Покаржевский (1889, Елисаветград, Херсонская губерния — 1968, Москва, СССР) — русский и советский живописец, график, педагог, член МОСХ РСФСР, профессор МГХИ им. В.Сурикова.

## Биография
Пётр Дмитриевич Покаржевский родился в 1889 году в Елисаветграде, Херсонская губерния. Там же учился на вечерних курсах рисования у Ф. Козачинского, затем в Киевской художественной школе (1906—1909).
В 1909—1916 годах Петр Покаржевский учился в Петербурге в Высшем художественном училище при Императорской Академии художеств у Я. Ционглинского, Г. Залемана, Н. Самокиша.
Пётр Покаржевский был членом объединений «Бытие» (1922), АХРР (1923). В 1920—1922 годах жил и работал в Туле, где им были организованы Государственные художественные мастерские и Тульский художественный музей, в которых он работал и преподавал. В 1922 году переехал в Москву, где работал для издательства «Молодая гвардия».
В 1930-х годах преподавал в Московском художественно-педагогическом училище «Памяти 1905 года» (ныне Московское государственное академическое художественное училище памяти 1905 года). Среди его учеников народный художник СССР, Герой Социалистического Труда Таир Салахов, Народный художник России Николай Сысоев.
Ведущим жанром в творчестве Петра Покаржевского была тематическая картина с развитой сюжетной основой на темы современности, выполненная в традиционной реалистической манере. В 1928 году художник совершил путешествие по Средней Азии, впечатления от которого послужили материалом для многочисленных этюдов и картин с изображением национального быта этих регионов.
Среди основных произведений художника картины «Красный дозор» (1923), «Десант» (1928), «Металлургический завод в Донбассе», «К. Ворошилов у лётчиков» (обе 1932), «Комсомолка Горбань» (1935), «Комсомольцы Донбасса идут на фронт» (1936), «Перед атакой» (1947), «Утро в табуне» (1954), «Под Звенигородом» (1958), «Старый чабан-казах» (1962) и другие. С 1937 года Петр Покаржевский профессор МГХИ им. В.Сурикова. Произведения художника находятся в ГТГ, ГРМ, в Центральном музее Советской Армии, в музеях Тулы, Киева, Екатеринбурга, Нижнего Новгорода, Астрахани, Иркутска и других городов.
Петр Дмитриевич Покаржевский скончался в 1968 году в Москве. Похоронен на Введенском кладбище (25 уч.).